# 6984 Lewiscarroll
6984 Lewiscarroll (1994 AO) là một tiểu hành tinh nằm phía ngoài của vành đai chính được phát hiện ngày 4 tháng 1 năm 1994 bởi H. Shiozawa và T. Urata ở Fujieda.